# Tvornica live
Acoustic concert je 12. album hrvatskog pjevača Harija Rončevića koji sadrži 20 pjesama. Snimljen je na Harijevom koncertu u zagrebačkoj Tvornici, a objavljen je 2006. godine.

## Popis pjesama
1. "Još tvog je poljupca"*
2. "Više ne želim te"*
3. "More plavo"*
4. "More sudbine"
5. "Od svega umoran"
6. "Kampanel moje ljubavi"
7. "Buntovnik s razlogom"
8. "I sve dok dišem" (M. Brkić)
9. "Wish You Were Here" (M. Brkić)
10. "Još ne znam kud s tobom"
11. "Moje si more"
12. "Splite volim te"
13. "Još ovaj put"
14. "Ako voliš me" (Oliver Dragojević)
15. "Ni da mora nestane"
16. "Dalmacija"
17. "Getanin"
18. "Kada jednom ovom zafalin se tilu"
19. "Tamo di mi sunce sja"
20. "Moj lipi anđele"

* samo na DVD-u